# Nikola Tsolov
Nikola Dimitrov Tsolov (em búlgaro:  Никола Димитров Цолов; Sófia, 21 de dezembro de 2006) é um automobilista búlgaro que atualmente compete no Campeonato de Fórmula 3 da FIA pela equipe Campos Racing. O piloto estreou na categoria em 2023 pela ART Grand Prix, na qual esteve por duas temporadas. Ele foi campeão do Campeonato Espanhol de Fórmula 4 em 2022 e foi membro da Alpine Academy de 2022 até 2024, quando se tornou membro da Red Bull Junior Team.

## Carreira

### Fórmula 4 Espanhola
Depois de estar no radar de Fernando Alonso por 2 anos, em março de 2022, o bicampeão mundial anunciou o início da A14 Management com Tsolov e Clément Novalak se tornando os primeiros pilotos a ingressar no programa.
Assim, Tsolov fez suas estreia nos monopostos em 2022, garantindo uma vaga no Campeonato Espanhol de F4 pela equipe Campos Racing. Tsolov foi dominante na F4 Espanhola. Nas 21 corridas do campeonato, Tsolov fez 15 poles, 18 pódios, 17 voltas mais rápidas e venceu 15 vezes, deixando de pontuar apenas na corrida de estreia da temporada, quando ficou na 14ª posição. Tsolov foi campeão fazendo 400 pontos, 113 a mais do que o vice Hugh Barter, seu companheiro da Campos.

### Fórmula Regional do Oriente Médio
Em fevereiro de 2023, Tsolov participou da última rodada do Campeonato de Fórmula Regional do Oriente Médio de 2023, pilotando para a equipe R&B Racing by GRS, como parte de sua preparação para a temporada do Campeonato de Fórmula 3 da FIA. Na primeira corrida do fim de semana terminou em nono lugar, terminando em 6º lugar na segunda corrida e em 15º na terceira. Ele foi o único piloto a somar pontos para a R&B Racing no campeonato.

### Fórmula 3

#### ART (2023-24)

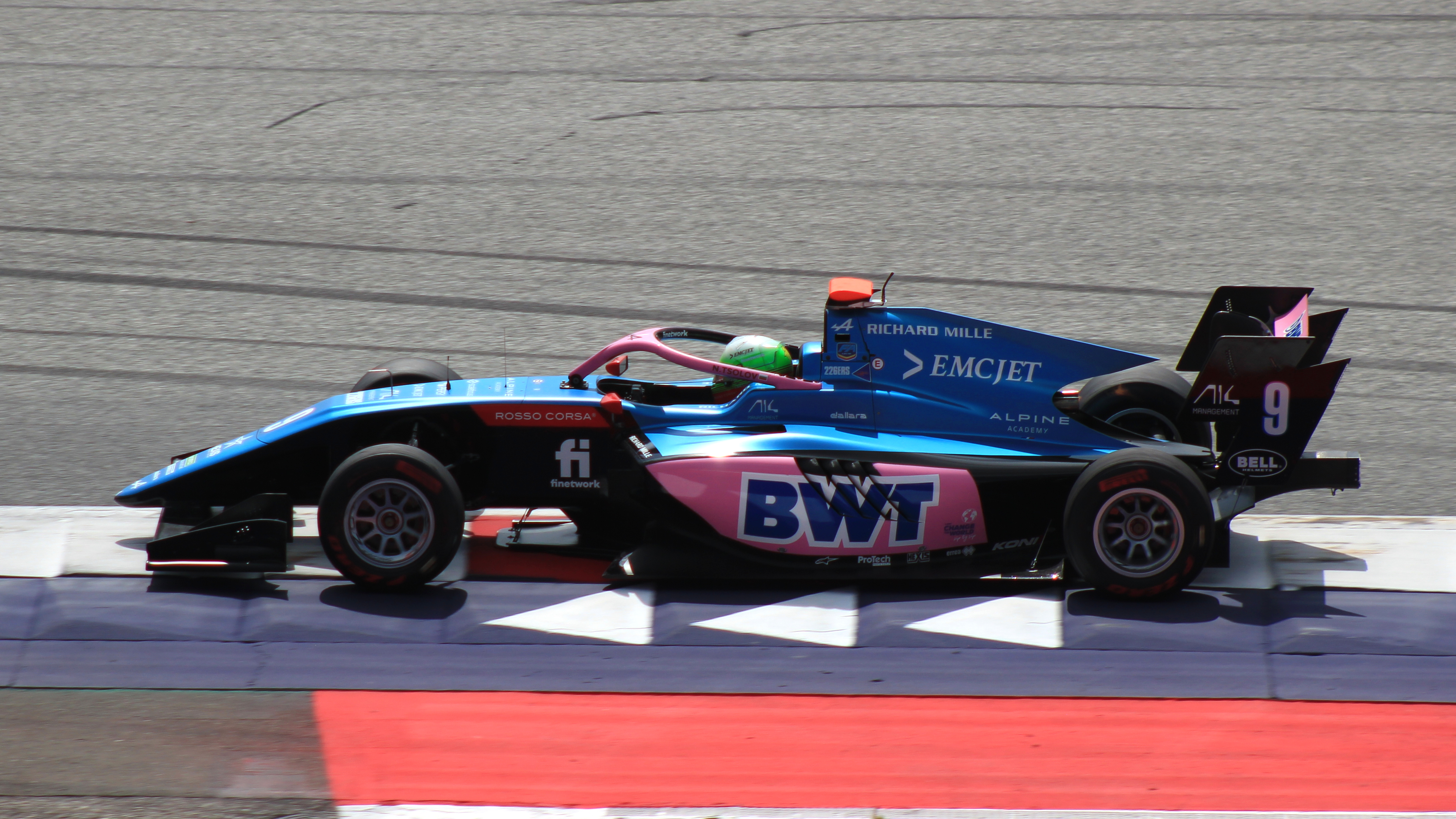
Tsolov no Red Bull Ring em 2023

Em setembro de 2022, Tsolov participou do teste de pós-temporada do Campeonato de Fórmula 3 da FIA, pilotando para a equipe ART Grand Prix. Em 19 de dezembro, foi anunciado que ele seria um dos pilotos da ART Grand Prix para a disputa da temporada de 2023. Seus companheiros de equipe foram o estadunidense Kaylen Frederick e o suíço Grégoire Saucy. Tsolov teve dificuldades em seu primeiro ano na F3, ele conquistou apenas dois pontos nas corridas curtas de Spa-Francorchamps e de Monza, encerrando o ano em vigésimo segundo lugar, uma posição abaixo de Frederick, que acumulou onze pontos, e oito posições abaixo de Saucy, que obteve 54 pontos.
Apesar de uma temporada de estreia ruim, a equipe ART Grand Prix manteve Tsolov para a disputa da temporada de 2024, com o australiano Christian Mansell e o neerlandês Laurens van Hoepen sendo seus novos companheiros de time. Neste ano, o búlgaro teve a sua primeira vitória na categoria, na corrida curta de Mônaco. Sua segunda vitória da temporada veio na corrida curta da Áustria, e a terceira foi na corrida longa da Hungria. 

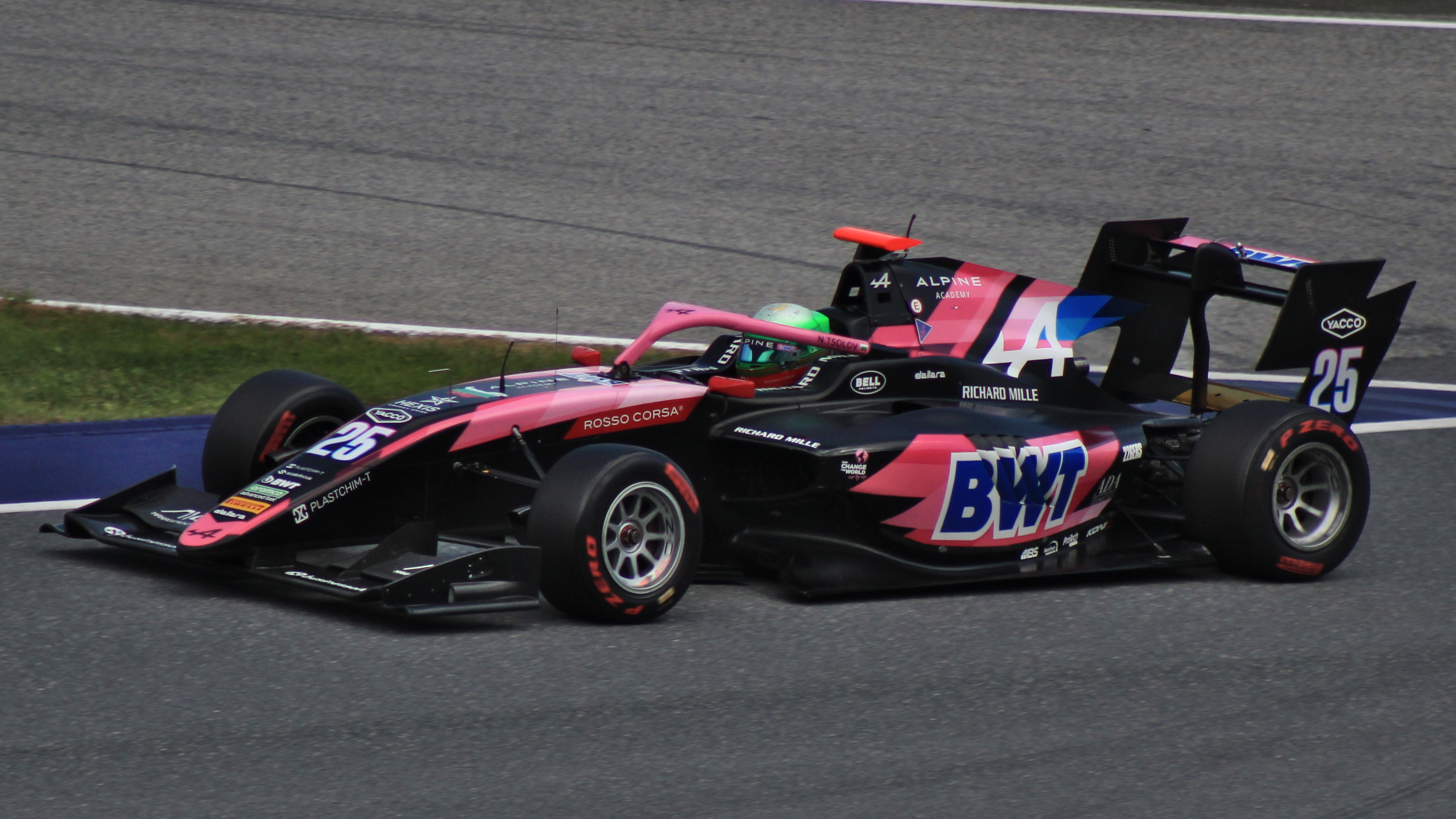
Tsolov na rodada austríaca da F3 em 2024

Tsolov foi banido da rodada em Spa-Francorchamps por ter corrido em etapas da Eurocup-3 sem autorização. Isso se deu por conta de uma regra que impede pilotos da F2 e da F3 de competir em provas de outras categorias de monopostos que utilizem os mesmos circuitos da F3 e da F2. Assim, Tsolov foi substituído por Tuukka Taponen na rodada belga, retornando em Monza. Ele encerrou sua segunda temporada na F3 na décima primeira colocação, acumulando 75 pontos e ficando duas posições acima de Hoepen, que teve 58 pontos, mas abaixo de Mansell, que foi o quinto colocado e teve 112 pontos.

#### Campos (2025)
Em novembro de 2024, Tsolov foi anunciado como um dos novos pilotos da Campos Racing para a temporada de 2023 da Fórmula 3, juntamente com o espanhol Mari Boya e o tailandês Tasanapol Inthraphuvasak. O búlgaro conquistou sua primeira vitória do ano na corrida sprint do Barém, voltando a triunfar na corrida longa de Mônaco, na qual fez a pole e dominou do início ao fim.

### Fórmula 1
Tsolov tornou-se membro do programa Alpine Affiliate em março de 2022. Em 14 de fevereiro de 2023, ele foi promovido a membro titular da Alpine Academy. O búlgaro deixou a academia em novembro de 2024, para se juntar à Red Bull Junior Team.

## Resultados

### Resumo da carreira
| Temporada | Categoria                         | Equipe            | Corridas | Vitórias | Poles | V.M.R. | Pódios | Pontos | Posição |
| --------- | --------------------------------- | ----------------- | -------- | -------- | ----- | ------ | ------ | ------ | ------- |
| 2022      | Fórmula 4 Espanhola               | Campos Racing     | 21       | 13       | 15    | 17     | 18     | 400    | 1º      |
| 2023      | Fórmula Regional do Oriente Médio | R&B Racing by GRS | 3        | 0        | 0     | 0      | 0      | 10     | 23º     |
| 2023      | Fórmula 3                         | ART Grand Prix    | 18       | 0        | 0     | 0      | 0      | 6      | 22º     |
| 2023      | Grande Prêmio de Macau            | ART Grand Prix    | 1        | 0        | 0     | 0      | 0      | N/A    | DNF     |
| 2023      | Eurocup-3                         | GRS Team          | 4        | 0        | 2     | 2      | 2      | 44     | 10º     |
| 2024      | Fórmula 3                         | ART Grand Prix    | 18       | 3        | 0     | 1      | 3      | 75     | 11º     |
| 2024      | Eurocup-3                         | GRS Team          | 6        | 0        | 0     | 0      | 0      | 20     | 12º     |
| 2025      | Fórmula 3                         | Campos Racing     | 8        | 2        | 1     | 1      | 3      | 61*    | 3º*     |